# Königshof (Krempe)

Der Königshof in Krempe

Der Königshof  in Krempe (Rathausstraße 18) in Schleswig-Holstein ist ein ehemaliges Stadtpalais, das heute privaten Wohnzwecken dient. Es ist neben dem Kremper Rathaus das bedeutsamste profane Gebäude der Stadt.
Der Königshof wurde ursprünglich auch als das Nye huß – neue Haus – bezeichnet und wurde im Kremper Stadtbuch 1543 erstmals erwähnt. Das Haus gelangte 1558 in den Besitz des dänischen Königs Christian III., der es für seine Aufenthalte in der damals zur Festung ausgebauten Stadt Krempe als Wohnhaus erwarb. Ob und wie oft der König sich hier wirklich aufhielt, ist allerdings nicht sicher.
Das breite, zweistöckige Gebäude ist aus Backstein und in Fachwerk errichtet. Die Fächer sind reich in unterschiedlichen Formen gestaltet und die einzelnen Geschosse kragen in Richtung der Straße leicht vor. 1928 entging das Haus nur knapp einem Abriss und wurde in der Folgezeit saniert. Eine weitere, umfangreiche Sanierung fand von 1988 bis 1989 statt.